# Victor Moses
Victor Moses (* 12. prosince 1990 Kaduna) je nigerijský fotbalista a reprezentant, který od roku 2021 hraje za ruský klub Spartak Moskva. V minulosti nastupoval za mládežnické reprezentace Anglie. V mládí byli jeho fotbalovými vzory angličtí fotbalisté David Beckham a Michael Owen.

## Biografie
Victor Moses se narodil v nigerijské Kaduně jako syn křesťanského pastora Austina Mosese a matky Josephine. Odmalička miloval fotbal, hrával jej na ulici s míčem vyrobeným z lepicích pásek. Jeho rodiče byli zavražděni v roce 2002 během muslimských pogromů na minoritní křesťanské obyvatelstvo. Ve svých jedenácti letech za pomoci přátel uprchl do Anglie, kde byl klasifikován jako žadatel o azyl. Smrt obou rodičů v něm zanechala psychické trauma. V Anglii nikoho neznal, chlapec, který nikdy neopustil Kadunu byl najednou vržen do naprosto neznámého prostředí. Začal navštěvovat Stanley Technical High School v jižním Norwoodu a hrát fotbal v místní tanridžské lize. Tady ho objevili skauti klubu Crystal Palace FC, kteří byli jeho fotbalovými schopnostmi unešeni. Victorovi bylo nabídnuto angažmá v mládežnické akademii Crystal Palace, které přijal.

## Klubová kariéra

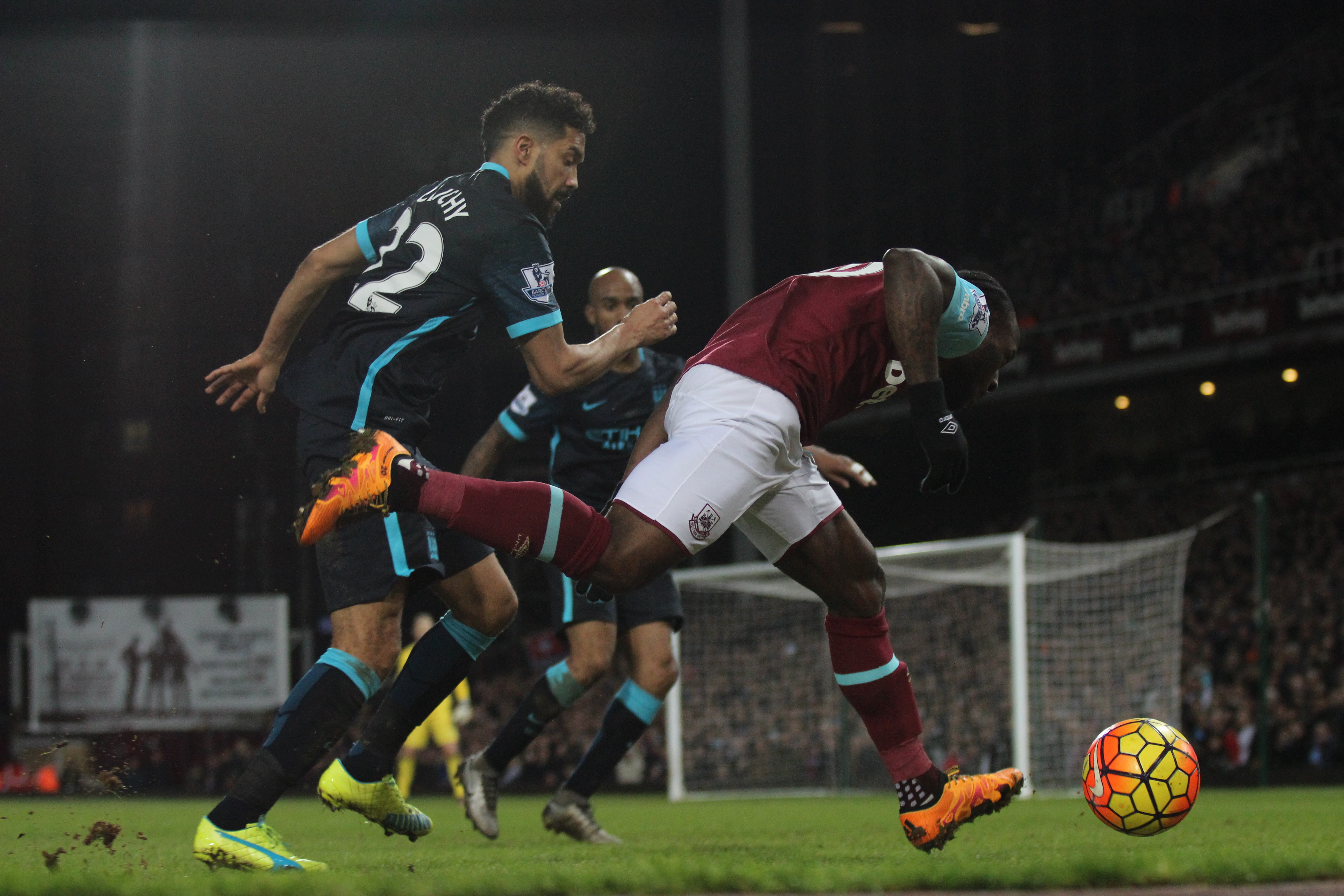
Victor Moses v zápase proti Manchesteru City

### Crystal Palace FC
Hrál za mládežnický školní tým U14, který získal pohár National Cup, když ve finále porazil akademii z Grimsby 5:0. Moses vstřelil všech pět branek. V sezóně vstřelil více než 50 gólů včetně 10 při svém debutu. Trenér Crystal Palace Neil Warnock (v letech 2007–2010) se vyjádřil, že Victor je nejnadanějším fotbalistou, jakého vedl. Za A-mužstvo debutoval Moses v Football League Championship (2. anglická liga) 6. listopadu 2007 v utkání proti Cardiffu (remíza 1:1). Na hřiště se dostal v 72. minutě za stavu 1:1.

### Wigan Athletic FC
Do Wiganu hrajícího Premier League přestoupil v lednu 2010 za cca 2,5 milionu £. Debutoval 6. února 2010 proti Sunderlandu (remíza 1:1). Do zápasu zasáhl jako střídající hráč.

### Chelsea FC
24. srpna 2012 přestoupil z Wiganu do londýnské Chelsea FC. Debutoval v zápase Premier League 15. září proti domácímu týmu Queens Park Rangers, nastoupil na hřiště v 58. minutě. Utkání skončilo remízou 0:0. Poprvé nastoupil v základní sestavě 25. září 2012 v utkání anglického ligového poháru proti Wolverhamptonu Wanderers a v 71. minutě vstřelil šestý a poslední gól střetnutí (a svůj první v soutěžním zápase za Chelsea). Chelsea zvítězila 6:0.
5. ledna ve třetím kole FA Cupu proti domácímu Southamptonu vstřelil gól a přispěl k vítězství Chelsea 5:1. Začalo se mu střelecky dařit ve vyřazovací fázi Evropské ligy 2012/13, kde mu trenér Rafael Benítez dal důvěru. Ve čtvrtfinále čekal Chelsea ruský celek FK Rubin Kazaň, v prvním utkání na Stamford Bridge se jednou střelecky prosadil a pomohl tak k vítězství 3:1. Jedenkrát se trefil i v odvetném zápase 11. dubna, Chelsea stačila k postupu do semifinále porážka 2:3. V prvním zápasu semifinále 26. dubna 2013 proti domácímu švýcarskému celku FC Basilej vstřelil úvodní gól, Chelsea zvítězila 2:1 a vytvořila si dobrou pozici pro domácí odvetu. V odvetném utkání 2. května opět skóroval a londýnský klub po výhře 3:1 postoupil do finále Evropské ligy proti Benfice Lisabon. 15. května 2013 slavil se spoluhráči titul v Evropské lize po vítězství 2:1 ve finále nad Benfikou Lisabon, i když v zápase nenastoupil.

1. září podepsal s Chelsea nový kontrakt do roku 2019.

### Liverpool FC (hostování)
Začátkem září 2013 odešel na hostování do klubu Liverpool FC, neboť v Chelsea vzrostla konkurence díky nově příchozím hráčům (Willian Borges da Silva, André Schürrle, Samuel Eto'o).

### Stoke City FC (hostování)
Ani před začátkem sezony 2014/15 pro něj nebylo v kádru Chelsea místo a tak odešel na další hostování, tentokrát do Stoke City FC. 14. dubna 2015 si při zápase s West Hamem United poranil podkolenní šlachu. Zranění ho vyřadilo ze hry do konce sezóny.

### West Ham United FC (hostování)
1. září 2015 odešel na celosezónní hostování do West Hamu United. Debutoval 14. září proti Newcastlu United (výhra 2:0, 87 minut) a byl zvolen hráčem zápasu. První gól za West Ham vstřelil 19. září proti Manchesteru City (výhra 2:1, 60 minut), když v 6. minutě otevřel skóre.

## Reprezentační kariéra

### Anglie
Ačkoli se narodil v Nigérii, reprezentoval v mládí Anglii. Moses nastupoval za reprezentační mládežnické výběry Anglie od kategorie do 16 let. V květnu 2007 se s reprezentací do 17 let zúčastnil Mistrovství Evropy U17 v Belgii, kde vstřelil 3 góly, dva v základní skupině proti Nizozemsku (výhra 4:2) a třetí v semifinále proti Francii (výhra 1:0). Ve finále angličtí mladíci podlehli Španělsku 0:1. Moses se stal králem střelců turnaje (3 góly na šampionátu dal i Toni Kroos z Německa).
Díky umístění na 2. příčce v tomto turnaji se Anglie kvalifikovala na světový šampionát hráčů do 17 let v roce 2007 v Jižní Koreji, kde vypadla ve čtvrtfinále po prohře 1:4 s Německem. Moses nastoupil ve 3 zápasech a vstřelil 3 branky ve skupinové fázi (jeden při remíze 1:1 se Severní Koreou a dva při výhře 5:0 nad Novým Zélandem).
Hrál i na Mistrovství Evropy hráčů do 19 let v roce 2008 konaném v České republice. Anglie vypadla již v základní skupině.
V anglickém týmu do 21 let odehrál jeden zápas (10. srpna 2010 výhra 2:0 nad Uzbekistánem, odehrál první poločas).

### Nigérie
Na seniorské úrovni reprezentuje rodnou vlast Nigérii. V únoru 2011 byl poprvé nominován k přátelskému zápasu s Guatemalou, ale střetnutí se neuskutečnilo. FIFA nicméně posvětila jeho reprezentační starty za Nigérii až v listopadu 2011.
Debutoval tedy až 29. února 2012 v kvalifikačním utkání na Africký pohár národů (APN) proti Rwandě (remíza 0:0). Nastoupil v základní sestavě a v 75. minutě vstřelil gól, zajistil tak svému mužstvu vítězství 1:0.
Zúčastnil se Afrického poháru národů 2013, kde získal s týmem kontinentální titul, když Nigérie porazila ve finále Burkinu Faso 1:0. Moses dvěma góly zařídil vítězství 2:0 v důležitém posledním zápase Nigérie v základní skupině proti Etiopii.

### Reprezentační góly
Góly Victora Mosese za A-tým Nigérie
| 010                 | 13. 10. 2012 | U. J. Esuene Stadium, Calabar, Nigérie  | Libérie | 3:0 | 6:1 | kvalifikace na APN 2013 |
| 02                  | 13. 10. 2012 | U. J. Esuene Stadium, Calabar, Nigérie  | Libérie | 6:1 | 6:1 | kvalifikace na APN 2013 |
| 03                  | 29. 1. 2013  | Royal Bafokeng Stadium, Rustenburg, JAR | Etiopie | 0:1 | 0:2 | APN 2013                |
| 04                  | 29. 1. 2013  | Royal Bafokeng Stadium, Rustenburg, JAR | Etiopie | 0:2 | 0:2 | APN 2013                |
| 05                  | 7. 9. 2013   | Abuja Stadium, Lagos, Nigérie           | Malawi  | 2:0 | 2:0 | kvalifikace na MS 2014  |
| 06                  | 16. 11. 2013 | U. J. Esuene Stadium, Calabar, Nigérie  | Etiopie | 1:0 | 2:0 | kvalifikace na MS 2014  |
| 07                  | 7. 6. 2014   | EverBank Field, Jacksonville, USA       | USA     | 2:1 | 2:1 | přátelský zápas         |
| Platí k 15. 8. 2014 |              |                                         |         |     |     |                         |